# Julius von Brünken
Julius Friedrich von Brünken (* 1798 in Leipzig; † 1875 in Heringsdorf) war ein deutscher Politiker.	

## Leben
Julius von Brünken studierte Rechtswissenschaften. Er war als Oberlandesgerichtsreferendar und danach als Justizkommissar beim Stadt- und Landgericht Halberstadt bis 1831 tätig. Anschließend wurde er gewählter Bürgermeister und 1839 schließlich Oberbürgermeister von Halberstadt. In dieser Eigenschaft war Brünken im Jahr darauf Huldingungsdeputierter der Stadt anlässlich der Thronbesteigung von König Friedrich Wilhelm IV. und erhielt den Roten Adlerorden. Von 1861 bis 1868 war er zudem Mitglied des Preußischen Herrenhauses.
Brünken war treibende Kraft bei der Gründung der Sparkasse in Halberstadt am 3. Juni 1833 (die Nachfolgeinstitutionen sind als Teil der Harzsparkasse in ihr aufgegangen). Er war überzeugt von „dem wohltätigen Einfluß und dem mannigfaltigen Nutzen einer Sparkasse für den ärmeren Teil der Bevölkerung“. Von Brünken war ein Vertreter des neuen Denkens: Armut wurde nicht als gottgegeben hingenommen. Der Mensch wurde vielmehr als ein Individuum erkannt, das mit den richtigen Hilfestellungen in der Lage ist, für sich und seine Kinder eigenverantwortlich vorzusorgen.